# Back Door Man
Back Door Man е блус песен написана от Уили Диксън и издадена от Chess Records като Б-страна на сингъла на Хаулин Уулф Wang Dang Doodle, през 1961 г. Песента е класика в Чикаго блуса.

## Текст
В южняшката култура фразата back-door man (човек на задната врата) означава човек, който има афера с омъжена жена и използва задната врата за да се измъкне преди да се прибере съпругът. Терминът датира от 20-те години и е често срещан в блус музиката и по-специално в песните на Чарли Патън, Лайтнинг Хопкинс, Слепия Уили Мактел и Сара Мартин. Робърт Плант използва фразата в Whole Lotta Love (1968) Shake for me girl, I want to be your back-door man.

## Музика
Сингълът е записан през 1960 г., в Чикаго от Хаулин Уулф (вокали), Отис Спан (пиано), Хюбърт Съмлин и анонимен (китари), Уили Диксън (бас) и Фред Билоу (барабани). Корените на прогресията в рефрена са в работническите песни и наподобява тази на I'm A Man (1955) на Бо Дидли, I'm Mad (Again) (1957) на Джон Лий Хукър и на Hoochie Coochie Man (1954) на Диксън.

## Кавър версии
Песента е ранен стандарт на Дорс и те я включват в дебютния си албум от 1967 г. Тя присъства и в концертния им Absolutely Live (1970).
Песента е изпълнявана и от Blues Project, Shadows of Knight, Боб Уеиър, Хармоника Слим&Хосе Леви, Сам Гопъл, T-Model Ford, „Куиксилвър Месинджър Сървис“ и Soul Asylum. Франк Марино от Mahogany Rush я записва в Mahogany Rush Live. Самия ѝ автор я записва в албума си от 1970 г. I Am The Blues. Ерик Бърдън я изпълнява заедно с бившия китарист на Дорс Роби Кригър през 1990 – 91.